# Il manichino
(Vaxdockan) è un film svedese del 1962 diretto da Arne Mattsson.

## Trama
Lundgren, un metronotte che abita, solo, un appartamento in periferia, approfitta di un’effrazione compiuta da alcuni ladri presso un magazzino che deve sorvegliare, per sottrarre da esso un manichino di donna, che porta a casa propria.
La manichina acquista vita gradualmente e ad intermittenza, ed i due iniziano una vita in comune, con lei reclusa in casa mentre lui va e viene dal lavoro notturno. Una notte, Lundgren ritorna a casa ed incontra un vicino ammogliato, che gli dice di invidiare la sua vita solitaria, poiché, a suo parere, le donne causano solo problemi.
Lundgren procura alla manichina, in modo più o meno lecito, dei doni, fra cui un prezioso bracciale. Intanto iniziano i dissapori all’interno della coppia, e Lundgren, considerato fino ad allora un affittuario modello dalla padrona di casa (che è attratta dal metronotte) e dai vicini, comincia a suscitare preoccupazioni e sospetti a causa del suo comportamento sempre più strano.
In base a tali sospetti, una notte, mentre il metronotte è assente, una coppia di vicini di casa penetra nell’appartamento di Lundgren, e ruba il bracciale da colei che appare loro solo come un’inanimata manichina. Lundgren affronta il ladro, che tuttavia lo minaccia, nel caso lo avesse denunciato, di farlo passare per pazzo. Lundgren, più avanti, cerca allora di uccidere il ladro, ma lo ferisce soltanto. Tutti i vicini di casa decidono di non denunciarlo per non nuocere al buon nome della casa, e,  con più o meno buona coscienza, entrano insieme nell’appartamento, e vedono il metronotte giacere con l’inanimata manichina. Lundgren si accorge allora di aver avuto a che fare solo con un manichino, lo distrugge e ne disperde i resti in un vicino corso d’acqua.
Intanto la padrona di casa riflette (confidandolo ad una bambola) su quanto sia meglio accettare la propria solitudine piuttosto che crearsi una vita fittizia popolata da bambole…
Tornato a casa, Lundgren trova ad attenderlo, con raccapriccio, la manichina, nella sua incarnazione di donna viva e reale, che gli annuncia che non potrà mai liberarsi di lei.
Il film termina con una canzoncina cantata da una bambina (come all’inizio del film), che dice, fra l’altro: "Se egli non è morto, allora vive ancora con bambole e bambole, solo bambole...".